# Estación de Salillas de Jalón
Salillas de Jalón es un apeadero ferroviario situado en el municipio español de Salillas de Jalón en la provincia de Zaragoza, comunidad autónoma de Aragón. Cuenta con servicios de Media Distancia.

## Situación ferroviaria
La estación se encuentra en el punto kilométrico 290,5 de la línea férrea de ancho ibérico que une Madrid con Barcelona a 339 metros de altitud, entre las estaciones de Calatorao y de Épila.
El tramo es de via doble y está electrificado.

## Historia
La estación fue inaugurada el 25 de mayo de 1863 con la apertura del tramo Medinaceli - Zaragoza de la línea férrea Madrid-Zaragoza por parte de la Compañía de los Ferrocarriles de Madrid a Zaragoza y Alicante o MZA. En 1941, la nacionalización del ferrocarril en España supuso la integración de la compañía en la recién creada RENFE.
Desde el 31 de diciembre de 2004 Renfe Operadora explota la línea mientras que Adif es la titular de las instalaciones ferroviarias.

## La estación
La antigua estación fue remodelada en el bienio 2017-18 y se derribó el edificio de viajeros y demás construcciones. El andén se recreció y adecentó. En la actualidad, sus únicas instalaciones son dos refugios, bancos adicionales al aire libre y 13 plazas de aparcamiento, sin máquina alguna de venta. La estación tiene dos andenes de 200 metros y dos vías (las de circulación principal). Los cambios de andén se hacen a nivel.

## Servicios ferroviarios

### Media Distancia
Renfe presta servicios de Media Distancia gracias a sus trenes Regionales en los trayectos indicados, realizando dos servicios diarios por sentido en total, de la forma en que se detalla a continuación.
El servicio regional con destino/origen Madrid-Chamartín/Lérida se presta una vez al día por sentido con trenes automotores eléctricos R-470 de Renfe. El servicio Zaragoza-Arcos de Jalón se presta una vez al día por sentido con antiguos Intercity reconvertidos a regionales, los trenes de la serie 448 de Renfe.
La información actualizada se puede descargar en este enlace, de la Asociación de Amigos del Ferrocarril de Castilla-La Mancha.
| Línea MD | Trenes   | Origen/Destino   |  | Destino/Origen      |
| -------- | -------- | ---------------- |  | ------------------- |
|          | Regional | Madrid-Chamartín |  | Lérida Pirineos     |
|          | Regional | Arcos de Jalón   |  | Zaragoza-Miraflores |